# Esmé Kamphuis
Esmé Imre Kamphuis (Zwolle, 22 de mayo de 1983) es una deportista neerlandesa que compitió en bobsleigh en la modalidad doble.
Ganó dos medallas de bronce en el Campeonato Europeo de Bobsleigh, en los años 2011 y 2014.

## Palmarés internacional
| Campeonato Europeo | Campeonato Europeo    | Campeonato Europeo | Campeonato Europeo |
| Año                | Lugar                 | Medalla            | Prueba             |
| ------------------ | --------------------- | ------------------ | ------------------ |
| 2011               | Winterberg (Alemania) | Medalla de bronce  | Doble              |
| 2014               | Königssee (Alemania)  | Medalla de bronce  | Doble              |